# Claude de Granier
Claude de Granier, né en 1538 à Yenne et mort le 17 septembre 1602 au château de Polinge (Reignier-Ésery), est un prélat savoyard au XVIe siècle et au début du XVIIe siècle, prieur commendataire de Talloires, puis prince-évêque de Genève. Il est l'oncle du futur saint François de Sales.

## Biographie
Né en 1538 à Yenne, dans le duché de Savoie, Claude est le fils de Bernardin de Granier, au service du duc de Genevois-Nemours Jacques de Savoie comme maître d'hôtel, et d'Anne-Antoinette du Châtelard.
Claude de Granier, bénédictin, est nommé prieur commendataire de Talloires par bulle du 7 novembre 1563,. Il part ensuite poursuivre sa formation à Rome.
Justiani, connaissant des difficultés dans son épiscopat, se voit contraint d'échanger son évêché contre le prieuré de Talloires, avec le jeune bénédictin. Ainsi, par bulles du 15 décembre 1578, Claude de Granier est nommé évêque de Genève et sacré à l'église Saint-Dominique à Annecy l'année suivante. C'est Claude, qui obtient pour François, de sa propre initiative, la position de prévôt du chapitre de Genève à Annecy, un poste qui dépend du pape. Claude Granier choisit le futur saint François de Sales comme successeur à Genève.
Claude de Granier meurt le 17 septembre 1602 au château de Polinge (actuelle commune de Reignier-Ésery).

## Armes
Les armes de la famille de Granier se blasonnent ainsi : de sinople à trois croix tréflées, au pied fiché d'argent.